# Berchidda

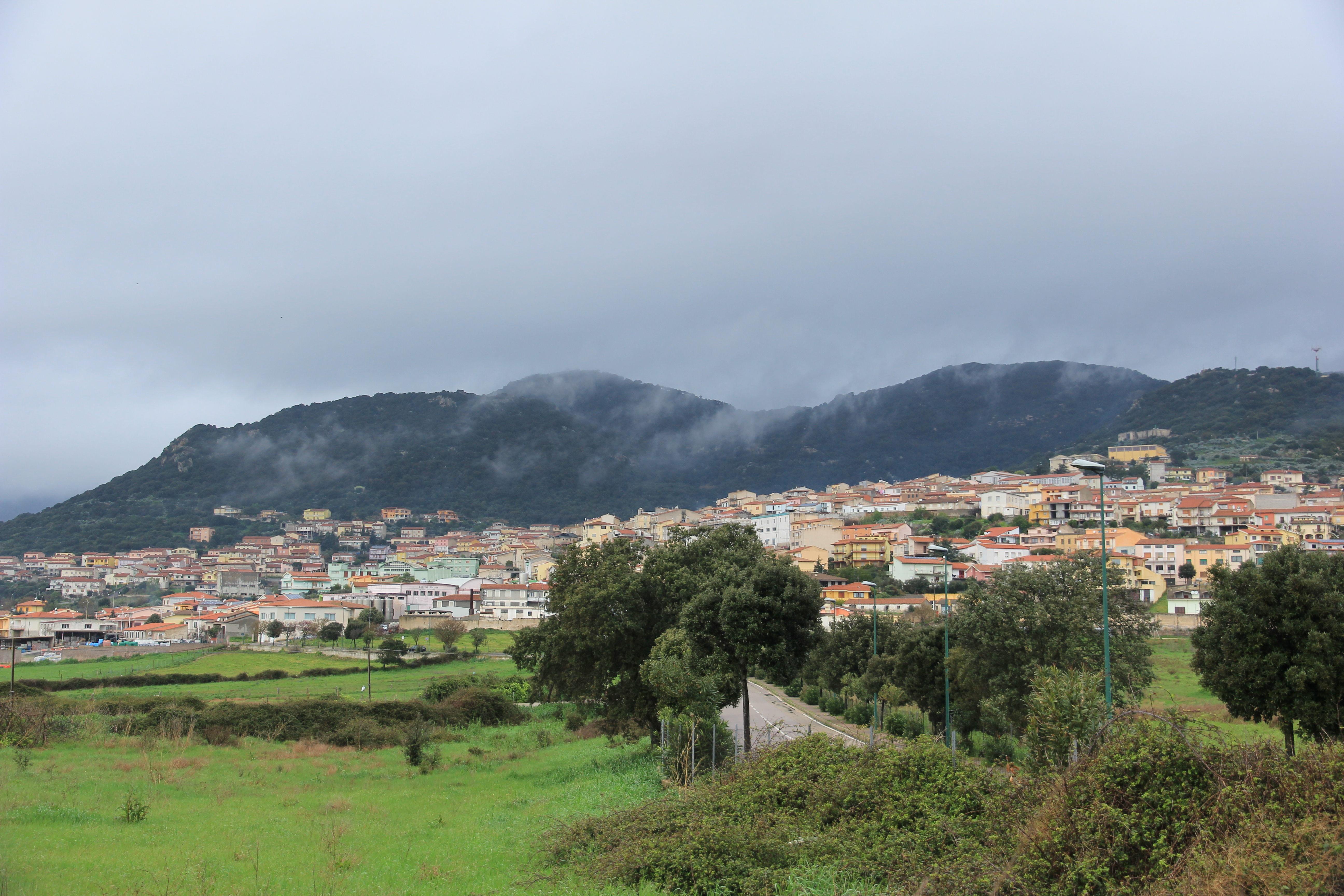
Berchidda

Berchidda is een gemeente in de Italiaanse provincie Olbia-Tempio (regio Sardinië) en telt 3037 inwoners (31-12-2004). De oppervlakte bedraagt 202,4 km², de bevolkingsdichtheid is 15 inwoners per km².

## Demografie
Berchidda telt ongeveer 1153 huishoudens. Het aantal inwoners daalde in de periode 1991-2001 met 5,2% volgens cijfers uit de tienjaarlijkse volkstellingen van ISTAT.
| Jaar | Inwoneraantal |
| ---- | ------------- |
| 1991 | 3353          |
| 2001 | 3177          |

## Geografie
Berchidda grenst aan de volgende gemeenten: Alà dei Sardi, Calangianus, Monti, Oschiri, Tempio Pausania en ligt 290 meter boven de zeespiegel.

## Bekende inwoner
Paolo Fresu (10 februari 1961) is geboren in Berchidda. Hij begon op 11-jarige leeftijd met trompet spelen. Hij speelde in de band Bernardo de Muro.  Fresu is in 1984 afgestudeerd aan het conservatorium van Cagliari.

## Cultuur
Het jazz festival Time in Jazz wordt jaarlijks georganiseerd in Berchidda sinds 1988. Paolo Fresu, is de bedenker van dit festival. 
Aggius · Aglientu · Alà dei Sardi · Arzachena · Badesi · Berchidda · Bortigiadas · Buddusò · Budoni · Calangianus · Golfo Aranci · La Maddalena · Loiri Porto San Paolo · Luogosanto · Luras · Monti · Olbia · Oschiri · Padru · Palau · San Teodoro · Sant'Antonio di Gallura · Santa Teresa Gallura · Telti · Tempio Pausania · Trinità d'Agultu e Vignola
1. ↑  https://demo.istat.it/?l=it.